# Barbara Amiel

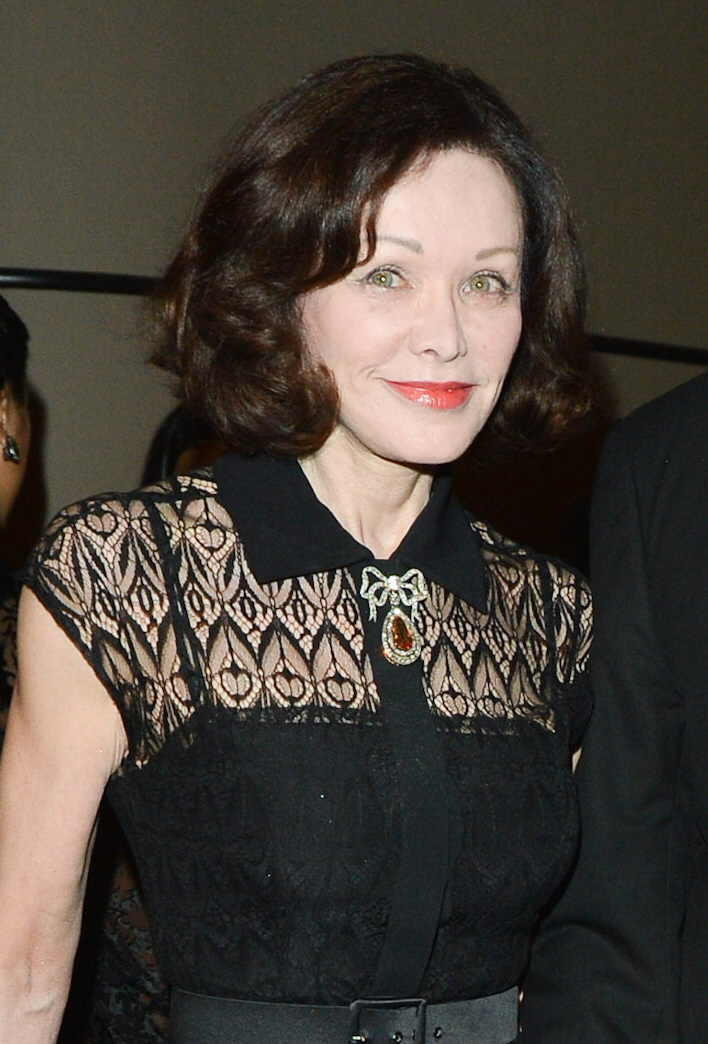
Barbara Amiel 2013

Barbara Joan Estelle Amiel, Baroness Black of Crossharbour (* 4. Dezember 1940 in Watford, Hertfordshire, Großbritannien) ist eine britisch-kanadische Journalistin und Schriftstellerin.
Seit 1992 ist sie mit dem (ehemaligen) kanadischen Presse-Tycoon Conrad Black verheiratet.

## Frühe Jahre
Barbara Amiel wurde 1940 als Tochter des Anwalts Harold Amiel und seiner Frau Vera im Norden Londons geboren. Die Familie war jüdischen Ursprungs. Harold Amiel ging eine Affäre mit einer anderen Frau ein, und so wurde die Ehe ihrer Eltern 1948, als Barbara Amiel gerade acht Jahre alt war, geschieden. Vera Amiel heiratete im Jahre 1952 erneut und emigrierte noch im selben Jahr mit ihrem Gatten Leonard nach Hamilton, Kanada. Dort wuchs Barbara mit ihrer Schwester Ruth und ihren  beiden Halbbrüdern auf.
Während ihrer Zeit in England ging Barbara Amiel zur North London Collegiate School, eine Privatschule für Mädchen in Edgware, Barnet, Groß-London. Nach der Selbstdarstellung in ihrer Autobiographie „Confessions“ musste Barbara Amiel – nachdem ihre Eltern ins nahegelegene St. Catharines zogen – seit ihrem vierzehnten Lebensjahr für sich selbst sorgen, lebte als „Straßenkind“, hielt sich mit niedrig bezahlten Jobs über Wasser, war gezwungen, in ein Wohnheim zu ziehen, in dem auch Prostituierte eine Unterkunft fanden. Entgegen ihrer eigenen Darstellung bezeugen allerdings Schulkameradinnen, dass sie weiterhin mit ihrer Familie zusammenlebte. Später in Kanada studierte Amiel an der University of Toronto Philosophie und Englisch.

## Zahlreiche Ehen
1959 heiratete Barbara Amiel Gary Smith. Die Ehe wurde geschieden. Von 1974 bis 1979 war sie in zweiter Ehe mit dem Schriftsteller und Journalisten George Jonas verheiratet. Mit Jonas verfasste Amiel das Buch By Persons Unknown: The Strange Death of Christine Demeter, das 1978 mit dem Edgar Allan Poe Award (Preis) ausgezeichnet wurde. Ihre dritte Ehe ging sie 1984 mit David Graham, einem Geschäftsmann aus der Fernsehbranche, ein. Diese Ehe wurde 1988 geschieden.
Im Juli 1992 heiratete sie den Medien-Tycoon Conrad Black (den späteren Lord Black of Crossharbour). Diese Ehe, die bis heute anhält, hat verschiedene Interpretationen erfahren. Conrad Black beschrieb seine Beziehung zu Barbara Amiel so: „Barbara ist die Erfüllung all meiner Träume.“ Oder auch in den Superlativen männlicher Geschmacklosigkeit:
„Horizontal so gut wie vertikal!“ Und: „Nackt besser als in Kleidern!“ George Bloomfield – ein ehemaliger Liebhaber von Barbara Amiel – meinte anlässlich der Eheschließung: „She – Barbara – is at the centre of the world she always wanted. The world of words. And she’s living with the man who OWNS it.“ („Sie – Barbara – ist jetzt im Zentrum der Welt, nach der sie sich immer sehnte. Die Welt der Worte. Und sie lebt jetzt mit dem Mann zusammen, der diese Welt BESITZT.“) Ihre vierte Ehe brachte Barbara Amiel allerdings nicht nur „die Welt der Worte“, sondern auch außerordentlichen Reichtum, eine neue Kolumne im The Daily Telegraph, etwas später den Baroness-Titel sowie den Zugang zur – von ihr so bewunderten – High Society.

## Publikationen (von Barbara Amiel)
- mit George Jonas: By Persons Unknown: The Strange Death of Christine Demeter. 1977 (die Autoren waren zu dieser Zeit verheiratet).
- Confessions. Macmillan of Canada, Toronto 1980, ISBN 0-7705-1841-9.
- mit Lorraine Monk: Celebrate Our City. Toronto, 150th Anniversary. McClelland & Stewart, Toronto 1983, ISBN 0-7710-6085-8.
- East and West: Selected Poems. Mit einem Profil des Dichters George Faludy. Hounslow Press, Toronto 1978.

## Publikationen (über Barbara Amiel)
- Tom Bower: Conrad and Lady Black: Dancing on the Edge. Harper Press.